# 拜倫 (緬因州)
拜倫（英語：Byron）是一個位於美國緬因州牛津縣的鎮。

## 人口
根據2020年美國人口普查的數據，拜倫的面積為136.13平方千米，當中陸地面積為134.19平方千米，而水域面積為1.94平方千米。當地共有人口103人，而人口密度為每平方千米1人。